# فؤاد الشايب
فؤاد الشايب (1329- 1390 هـ / 1911- 1970 م) مفكِّر قومي، وأديب وقاصٌّ سوري، وكاتب صَحَفي، وسياسي إداري، مدير إذاعة دمشق عام 1948. اعتقله الرئيس حسني الزعيم لرفضه قراءة بلاغات عسكرية عقب انقلابه على الرئيس شُكري القُوَّتْلي عام 1949، واختاره الرئيس أديب الشيشكلي مديرًا للأنباء في القصر الجمهوري في عهده، وحين عاد الرئيس القُوَّتلي إلى الحُكم عام 1955 عَيَّنه مديرًا للمكتب الصَّحَفي في رئاسة الجمهورية. وهو مؤسس مجلة "المعرفة" التي تصدرها وِزارة الثقافة السورية وأول رئيس تحرير لها عام 1962. انتُدب لتمثيل جامعة الدول العربية في بوينس آيرس، عام 1966، وبقي هناك إلى أن اغتاله الصَّهاينة عقب كلمة له في نصرة حقوق الشعب الفلسطيني، واستنكار جرائم الحركة الصِّهْيَونية في فلسطين، عام 1970.

## ولادته وتحصيله
وُلد فؤاد بن أديب الشايب في بلدة مَعْلُولا السورية بمِنطقة القَلَمُون، عام 1329هـ/ 1911م، لأسرة نصرانية من الروم الأرثوذكس، وكان والده مقيمًا في البرازيل للعمل. درس المرحلة الابتدائية في معلولا، ثم انتقل مع أسرته إلى دمشق، فدرس فيها المرحلتين الإعدادية والثانوية في مدرسة الجامعة العلمية الأهلية، ومنها نال الشهادة الثانوية عام 1928، وهي مدرسة أشبه بجامعة صغيرة، تستقبل طلَّابها من مختلِف الأقطار العربية، وتعلِّم اللغات العربية والإنكليزية والفرنسية. وقد نال منها جائزةَ التفوُّق باللغتين العربية والإنكليزية.
ثم التحقَ بمعهد الحقوق في الجامعة السورية (كلِّية الحقوق في جامعة دمشق)، وحصل منه على الإجازة (ليسانس) عام 1932.
كان الأدب العربي أحدَ مقوِّمات ثقافته، فحفظ الكثير من الشعر القديم، ومن شعر كبار المعاصرين، مثل أحمد شوقي، وحافظ إبراهيم، وخليل مطران، ومعروف الرُّصافي، وجميل صدقي الزَّهاوي. وعكف على كتب الأدب لأئمَّة البلاغة وأساطين البيان.
سافر إلى فرنسا لمتابعة تحصيله، فدرس اللغة الفرنسية وآدابها في باريس، مدَّة سنتين، وتأثَّر هناك بالمبادئ الحرَّة والنظريات الاشتراكية، وعاد إلى وطنه عام 1934.

صورة فؤاد الشايب في شبابه وعليها إهداء بخطِّه إلى صديقه عبد الغني العطري

## عمله ووظائفه

#### في الصحافة
بدأ الشايب عمله في الصِّحافة الأدبية والسياسية من وقت مبكِّر أيام دراسته الجامعية عام 1930، وكانت أولى محطَّاته الصَّحَفية في جريدة "الشام" لصاحبها خليل المحصِّل، وهي صحيفة يومية جامعة مصوَّرة، وممَّن كان يعمل فيها معه منير العَجْلاني، وزهير الكُزبَري، ووِداد شامندي. ثم بعد عودته من باريس عام 1934 عمل في جريدة "فتى العرب" لمعروف الأرناؤوط، وأفاد من أسلوبه السلس، وهي صحيفة يومية سياسية حرَّة (غير تابعة لأي حزب سياسي، أو ناطقة باسمه). وعمل محرِّرًا لجريدة "الميزان الجديد" لصاحبها ورئيس تحريرها المحامي لطفي اليافي، وهي صحيفة أسبوعية مهتمَّة بالقضاء والاجتماع. وحين صدرت جريدة "الاستقلال العربي" لتوفيق جانا، وعثمان قاسم، عام 1937، عمل الشايب سكرتيرًا للتحرير فيها، وهي صحيفة يومية حرَّة.
وعمل أيضًا مراسلًا وكاتبًا في جريدة "النداء" اللبنانية لكاظم الصُّلح في بيروت، وهي صحيفة كبرى يومئذٍ تعبِّر عن الفكرة القومية العربية. وشارك في تحرير عدَّة صحف عربية إلى أواخر عام 1939. وقد تأثَّر في هذه المرحلة بالصراع المحتدم بين التيارات القومية ممثَّلة بالكتلة الوطنية، وبين الاحتلال الفرنسي. وكان يترجم عن الصُّحُف الفرنسية، ويعلِّق على الأحداث السياسية، ولا سيَّما المتصلة بالقضية الوطنية.
شارك عام 1936 في تأسيس مجلة "الطليعة" مع كلٍّ من ميشيل عفلق، وكامل عيَّاد، وسليم خياطة، غير أن الخلاف ما لبث أن نَشِبَ بينهم؛ لأن بعضهم أرادها أن تكون مجلة شيوعية، في حين أرادها عفلق والشايب أن تكون ثقافية وأدبية، فانفصلا عنها بعد ثلاثة أعداد من صدورها، وبقيت لسان الشيوعيين.
في زمن الحرب العالمية الثانية رحل إلى العراق عام 1939، وقيل: إن سلطات الاحتلال الفرنسي لاحقته بسبب مقالاته السياسية المناهضة للانتداب، فاضطُرَّ إلى الهرب إلى العراق، وعمل هناك مدرِّسًا للغة العربية في ثانويات بغداد، ورأسَ تحرير جريدة "البلاد" فيما بين 1939 و1941 عقب إبعاد صاحبها روفائيل بطي، أو فراره عقب ثورة رشيد عالي الكِيلاني. ثم عاد الشايب إلى دمشق عام 1942 ليشغل وظيفة معاون لرئيس المطبوعات بين 1944 و1946، ثم رئيس شعبة المطبوعات في دائرة الدعاية والأنباء عام 1947، ومنتدب لمديرية برامج الإذاعة السورية.

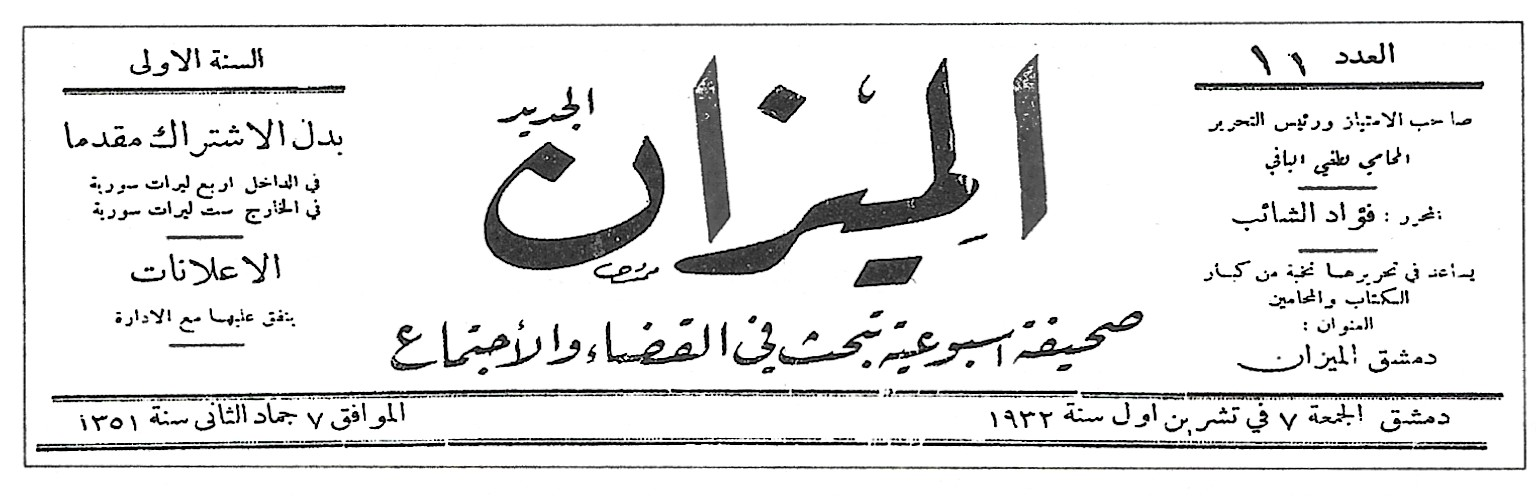
الشايب محرِّرًا رئيسًا لصحيفة الميزان الجديد
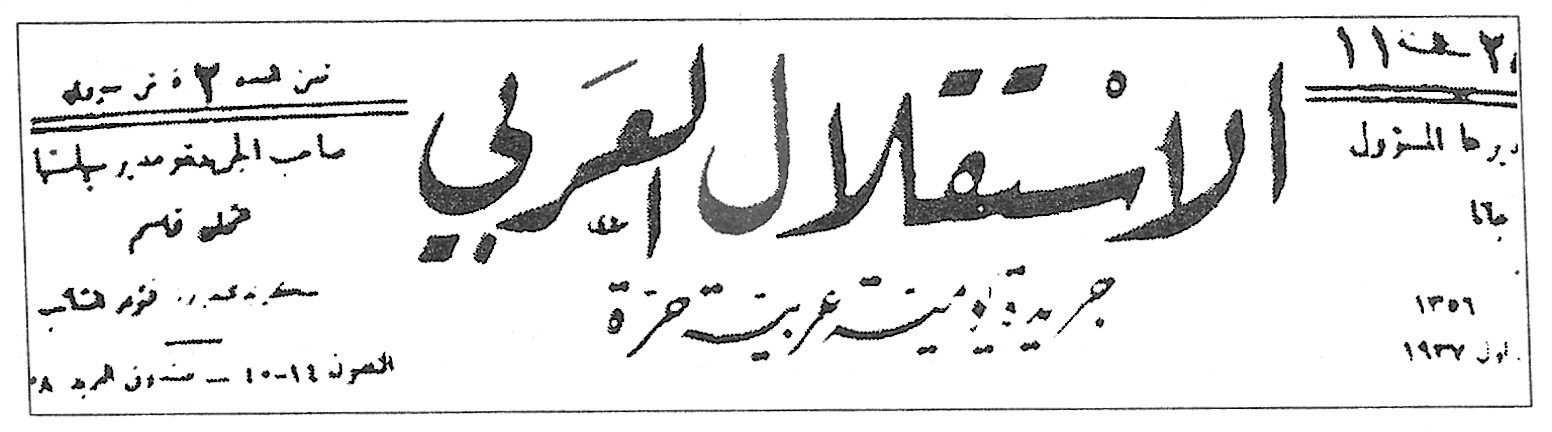
الشايب سكرتيرًا لتحرير صحيفة الاستقلال العربي

#### في الإذاعة السورية
عقب نكبة فلسطين عام 1948 عُيِّن مديرًا عامًّا للإذاعة السورية (إذاعة دمشق) خلَفًا للأستاذ الشاعر سليم الزِّرِكْلي، وكانت قد افتُتحت في العام السابق 1947، في عهد الرئيس شكري القُوَّتْلي الذي كانت تربطه به صلة قوية، وكان يحبُّه ويثق به. وحين انقلب الضابط حسني الزعيم على الرئيس القُوَّتلي في 30 مارس (آذار) 1949، رفض الشايب قراءة البلاغات العسكرية الصادرة عن الجيش باسم قائد الانقلاب؛ لما كان فيها من تهجُّم عنيف على القُوَّتلي، واتِّهام لسياساته، وعدَّ الشايب ذلك تطاولًا على الشرعية الدستورية، فأمر الزعيمُ بتسريحه من عمله واعتقاله، وعُيِّن بدلًا منه مديرًا للإذاعة الأستاذ أحمد عسَّة.

#### في القصر الجمهوري
مع انقلاب سامي الحنَّاوي على حسني الزعيم فجر 13 أغسطس (آب) 1949 وإعدامه، أُفرج عن الشايب. وعقب انقلاب أديب الشيشكلي على الحنَّاوي يوم 19 ديسمبر (كانون الأول) 1949، عُيِّن الشايب مديرًا للأنباء في القصر الجمهوري، وكان الشيشكلي يقدِّره. ثم تولَّى منصبَ رئيس دائرة الدعاية والأنباء من 1951إلى 1953، وفي عام 1954 عُيِّن مديرًا عامًّا للدعاية والأنباء. وحين عودة شكري القُوَّتلي إلى الحُكم عام 1955 عيَّنه مديرًا للمكتب الصَّحَفي في رئاسة الجمهورية، مع استمراره مديرًا عامًّا للدعاية والأنباء إلى 1959. وعند قيام الوحدة بين سورية ومصر عام 1958 نُقل إلى القاهرة بمنصب مدير عام في ملاك رئاسة الجمهورية العربية المتحدة، ليعمل مع الرئيس جمال عبد الناصر، ثم أصدر الرئيس قرارًا بنقله إلى دمشق للعمل مديرًا للمكتبات في وِزارة الثقافة والإرشاد في الإقليم السوري، بتاريخ 10 مايو (أيَّار) 1959. وقيل: إنه استمرَّ في عمله في القصر الجمهوري بالقاهرة إلى أن وقع انقلاب الانفصال في 28 سبتمبر (أيلول) 1961.

الرئيس القوَّتلي وخلفه الشايب، في ساحة مارتقلا ببلدة معلولا، منتصف الخمسينيات
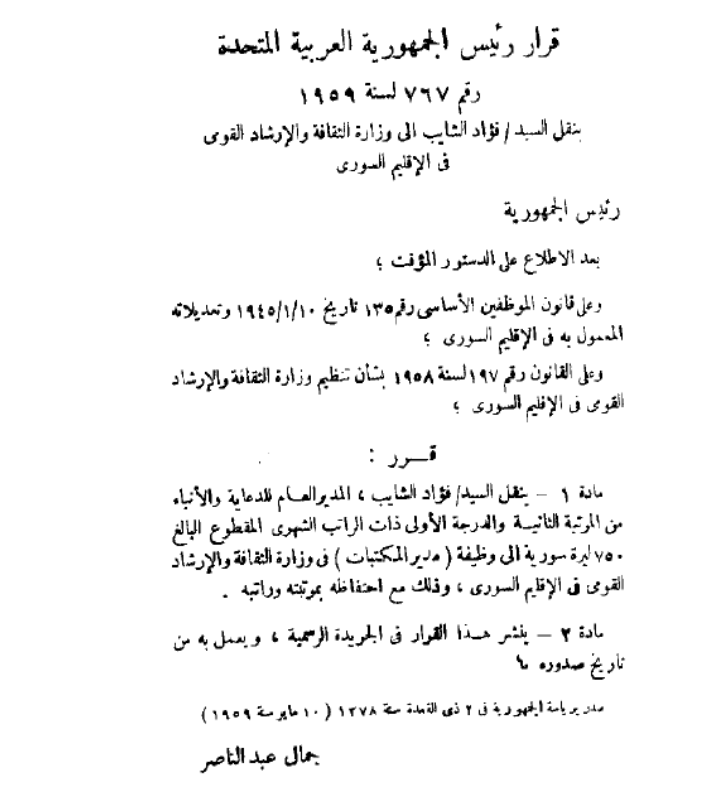
قرار عبد الناصر تعيين الشايب مديرًا للمكتبات بوزارة الثقافة السورية 1959

#### في جامعة الدول العربية
بعد الانفصال عمل مديرًا لإدارة الإرشاد القومي في وِزارة الثقافة من 1962 إلى آخر 1966، وأمينًا عامًّا لوِزارة الإعلام عام 1963.
وانتُدب بتاريخ 14 ديسمبر (كانون الأول) 1966 إلى جامعة الدول العربية، معارًا من وِزارة الثقافة، وعُيِّن مديرًا لمكتب الجامعة في بوينس آيرس بالأرجنتين، ونشط هناك كثيرًا في الدفاع عن القضية الفلسطينية، واستنكار جرائم الحركة الصِّهْيَوْنية في فلسطين، والعمل على توحيد الجالية العربية، وإثارة مشاعرها للدفاع عن القضايا العربية، ولا سيَّما قضية فلسطين، فتعرَّض لكثير من حمَلات المنظمات الصِّهْيَونية، وبقي في عمله إلى أن اغتاله الصَّهاينة عام 1970.

## مناصبه ونشاطاته
- رئيس قلم المطبوعات، مع التنقُّل بين المطبوعات ومديرية الأنباء والإذاعة، 1943- 1958.
- المدير العام للإذاعة السورية، 1948- 1949.
- مدير الأنباء في القصر الجمهوري، 1949.
- مدير المكتب الصَّحَفي في رئاسة الجمهورية، 1955- 1858.
- رئيس مؤتمر الأدباء العرب الثاني، بلودان 1956.
- مدير عام في رئاسة الجمهورية العربية المتحدة، 1958- 1959.
- رئيس جمعية الأدباء في سورية، 1959.
- مدير المكتبات في وِزارة الثقافة والإرشاد في الإقليم السوري، 1959.
- مؤسس مجلة "المعرفة" وأول رئيس تحرير لها، وِزارة الثقافة السورية، 1962.[ه][14]
- مدير مكتب جامعة الدول العربية في الأرجنتين، 1966- 1970.

وأسهم الشايب في تأسيس عدد من الجمعيات الأدبية في سورية منها "ندوة المأمون" 1933، و"جمعية أدباء الإقليم السوري" 1959، واشترك في الكثير من المؤتمرات الأدبية في سورية ولبنان والقاهرة وبغداد.

## كتبه وآثاره

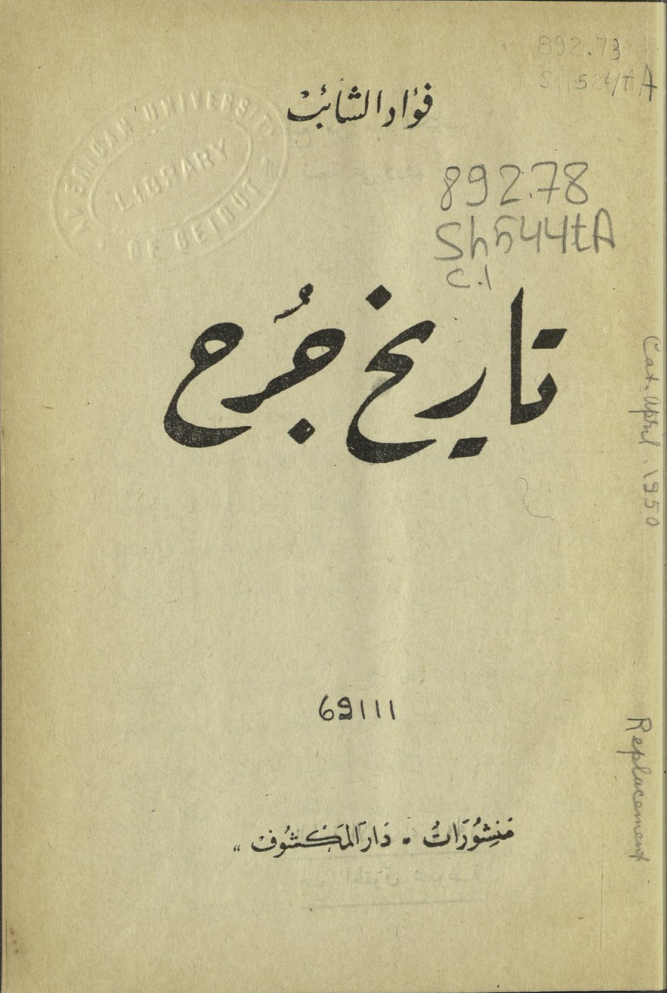
غلاف الطبعة الأولى ببيروت 1944

1. سيرة نفس (رواية)، نشر فصلًا منها في مجلة الصباح بدمشق لعبد الغني العطري، وفصولًا في مجلة الحديث بحلب، التي أسَّسها إدمون رباط، وسامي الكيَّالي، 1941.[16]
2. شعر أحمد الصافي النَّجَفي، دراسة مطوَّلة نُشرت في عدد خاصٍّ عن الشاعر من مجلة الدنيا بدمشق، مارس (آذار) 1943.[17]
3. تاريخ جُرح[و] (مجموعة قصصية)، دار المكشوف ببيروت، 1944.[18] وأعادت وِزارة الثقافة بدمشق نشرها ثانية وثالثة.[19] ونشرها اتحاد الكتَّاب العرب بدمشق، 1978.[20]
4. كيف نُجابِهُ إسرائيل، النادي العربي بدمشق، 1951.[21]
5. أوراق موظف (رواية)،[22] نشر فصلًا منها في مجلة الآداب البيروتية، التي رأسَ تحريرها سهيل إدريس، عام 1955.[14]
6. جمهوريتنا (سياسي)، القاهرة 1960، ضمن سلسلة كتب قومية رقم 45.
7. يوم ميسلون، دمشق 1960.
8. أدب الوحدة، مطبعة العاني ببغداد، 1965.[وب 6]
9. تاريخ الحرِّيات، نشر بعض فصوله في عدد من المجلات الفكرية، وأكثرها في مجلة الحديث بحلب.
10. التحوُّلات الجديدة في النطاق الرأسمالي والاشتراكي، وهو مجموعة دراسات نشرها تباعًا في مجلة المعرفة بدمشق.[23]
11. لمَن تُقرع الطبول؟ مطبوع.[24]
12. أدب الثورات.

غلاف طبعة دمشق 1978
غلاف محاضرته بدمشق 1951
غلاف بحثه ببغداد 1965

#### مؤلفاته الكاملة

غلاف المؤلفات الكاملة الجزء الأول

بعد رحيله نهضت وِزارة الثقافة السورية لجمع نتاجه الأدبي والفكري والثقافي، المفرَّق في الصُّحُف والمجلَّات، وأنشأت لهذا العمل لجنة ضمَّت كلًّا من عبد السلام العُجَيلي، وحسام الخطيب، وعدنان درويش، وعيسى فتُّوح، وتولَّى الأخير مهمَّة البحث والجمع والمراجعة والتدقيق، وقدَّم حسام الخطيب للمجموعة بمقدِّمة مُسهَبة مع دراسة عن أدب القصَّة عند الشايب. وصدرت المؤلفات الكاملة في أربعة مجلدات، على النحو الآتي:
- المجلد الأول: القصَّة، وِزارة الثقافة والإرشاد القومي، دمشق 1984.
- المجلد الثاني: آثار أدبية، وِزارة الثقافة والإرشاد القومي، دمشق 1985.
- المجلد الثالث: مقالات في السياسة والاجتماع ومشروعا كتابين، وِزارة الثقافة والإرشاد القومي، دمشق 1990.[وب 2]
- المجلد الرابع: جولات الشهر في المعرفة دراسات اجتماعية سياسية اقتصادية، وِزارة الثقافة والإرشاد القومي، دمشق.

غلاف المؤلفات الكاملة الجزء 3
غلاف المؤلفات الكاملة الجزء 4
أغلفة الأجزاء الثلاثة الأولى

#### قصصه ومقالاته
نشر عشرات القصص والمقالات الأدبية والاجتماعية والقومية في الصُّحُف والمجلَّات السورية والعربية. منها: مجلة "الدهور" منذ 1934، لصاحبها سليم خيَّاطة، ومجلة "الصباح" منذ 1941، ومجلة "الدنيا"، كلاهما لعبد الغني العِطري، ومجلة "الأديب" البيروتية منذ 1943، لصاحبها ألبير أديب، ومجلة "التمدُّن الإسلامي" منذ 1949، ومجلة "الآداب" البيروتية منذ 1953، لصاحبها سهيل إدريس، ومجلة "الرسالة الجديدة" المصرية منذ 1956، مديرها العام أنور السادات، ورئيس تحريرها يوسف السباعي، ومجلة "الثقافة" الدمشقية منذ 1958، لصاحبها مدحة عكَّاش، ومجلة "المعرفة" التي أسسها ورأس تحريرها بنفسه، منذ 1962، ومجلة "الجندي اللبناني" منذ 1965، ومجلة "المكشوف" منذ 1965، ومجلة "اللسان العربي" منذ 1967، الصادرة عن المكتب الدائم لتنسيق التعريب في الرِّباط، ومجلة "النهار" منذ 1970، ومجلة "النقَّاد" رئيس تحريرها فوزي أمين، و"الموقف الأدبي"، و"المعلِّم العربي" وغيرها.

#### مقدماته
- الإقليم الشمالي في عامَي الوحدة، تأليف بشير كعدان، وسعيد قضماني، ونهاد الغادري، القاهرة 1960، ضمن سلسلة كتب قومية رقم 44.[14]

## بحوث ومقالات عنه
1. أدب القصَّة عند فؤاد الشايب، نسيب الاختيار، مجلة الصباح بدمشق، العدد (524)، 20 أبريل (نَيْسان) 1942.
2. فؤاد الشايب وأدب القصَّة، حسام الخطيب، في المجلد الأول من المؤلفات الكاملة، وِزارة الثقافة والإرشاد القومي، دمشق 1984، ص25- 77.
3. الأدب والتغيير الاجتماعي في سورية، عبد الله أبو هيف، اتحاد الكتَّاب العرب، دمشق 1990، ص249- 253.[وب 2]

## فكره وأقواله
كان الشايب رجلًا مستقلًّا، لم ينتمِ إلى أيِّ حزب سياسي، ويصرِّح بأنه عُني بالسياسة الفكرية القومية لا السياسة الحزبية.
وهو من الأدباء النصارى المنصفين للإسلام والمسلمين، المدافعين عن الحضارة العربية الإسلامية، والداحضين للافتراءات عليها وعلى الإسلام، والرافضين للعصبية النصرانية المسيحية. وكان مناوئًا للغرب في دعايته وفرضه شعورًا بغيضًا على المسيحيين العرب، من أنهم لا يمكن أن يعيشوا دون حماية المسيحية الغربية، ويسأل مستنكرًا: هل بوسع المسيحي العربي أن يقبلَ بالنصرانية العالمية قضية مستقلَّة، لتكون شوكةً في جنب عروبته، وطعنةً في قلب كِيانه القومي، وهدرًا لمصلحته ومصلحة بني قومه؟.. وكم مرَّةً تدخَّلت النصرانية الغربية في شؤون الشرق، ولم تجلب على نفسها وعلى النصارى سوى الشرِّ والويل والوَبال؟ وكم مرَّة تدخَّلت لحمايتنا، ولم تترك في قلوبنا سوى الجِراح، وفي كرامتها سوى المثالب؟ وماذا كسَبَت النصرانية عن طريق عواصم الغرب سوى الفشل وسوء السُّمعة؟.
ومن أقوال فؤاد الشايب: إن في تاريخ العرب مفاخرَ أخلاقية كُبرى، لا نعرف أنها أتت إلا من صميم الإسلام، فهل من حرج على القومية العربية إذا أصبحت مطعَّمة بروح الإسلام؟ وما كانت إلا كذلك عبر تاريخها الطويل. وهل انبثقت القومية العربية إلا مع فجر الإسلام؟ وأيُّ حدث في العروبة أرقُّ من هذا الفجر وأصفى؟ وهل إذا صفَت عروبة العربي مهما كان دينه يستطيع أن يجرِّد نفسَه من مزايا الإنسان الذي أورثه إياها تاريخُ الإسلام العربي، في تكوين قوميته، وتكوين إنسانيته، وسَبْك فِطرته؟.. وهل بوسع المسيحي العربي إلا أن يكون عربيًّا تملأ عروبتَه سيرةُ الإسلام المجيدة؟ وهل يمكن أن يكون المسيحي العربي أقلَّ إخلاصًا لعروبته من المسلم؟ وإلى متى يُشعرنا الأجنبي بمُركَّب النقص في نفوسنا، وأننا لا يمكن أن نكون نصارى وعربًا؟! إنني على يقين من أن المسيحي العربي لا يَعْدو كونه صليبًا نُقِشَت عليه شهادة التوحيد، شعر بها أم لم يشعر؛ لأنها في صميم حياته وغرائزه وكِيانه، ومن علامات عروبته الفارقة، ولا خوفَ بعدُ على مسيحيته.

## تكريمه
- نال وسام الاستحقاق من الدرجة الثانية من رئاسة جمهورية مصر بمناسبة إعلان الوحدة بين مصر وسورية، عام 1958.
- أطلقت مديرية محافظة دمشق اسمه على حديقة صغيرة على جانب درج الغساني بدمشق، تكريمًا لذكراه بعد رحيله.[وب 1]

الرئيس المصري جمال عبد الناصر يمنح الشايب وسام الاستحقاق عام 1958، بحضور الرئيس السوري شكري القوَّتلي

## صفاته
- وصفه أديب الصحفيين الأستاذ عبد الغني العطري بقوله: «فؤاد الشايب من الأدباء المبدعين والبارزين جدًّا في الثلاثينيات والأربعينيات. كتب القصَّة وحلَّق، وكان فيها الإمامَ والرائد والموجِّه. وكتب المقالة الأدبية، فكان الكاتبَ الذي يبحث عنه القارئ بشوق ورغبة. ونشر في مجلة الصباح في أوائل الأربعينيات أجملَ قصصه وأطرفَ مقالاته. ومارس العمل في الصِّحافة اليومية ليُرضيَ عشقه للقلم والكتابة، لكنَّ الوظيفة سرقته من صفوف الأدباء، لتضعَه أمام مسؤوليات العمل الرسمي، فباعدت الأيام بينه وبين القصَّة، التي كان سيِّدَها وأميرَها غير مدافَع. ويبقى الشايب أديبًا كبيرًا، ومناضلًا قوميًّا، وأخًا وفيًّا لكل صاحب قلم».[29]
- أشاد سامي الكيَّالي بأسلوبه وعطائه قائلًا: «كان الشايب يُعنى بأسلوبه، فكانت مقالاته المترجَم منها والمؤلَّف، لا تنأى عن صفاء الأسلوب وجمال الديباجة. وكان يحمل قلبًا لا يعرف الحقدَ حتى لمُناوئيه.[12] ويتحمَّل الأعباء المرهقة والأزَمات العصيبة بصبر وجلَد، وبرجولة باسمة، هي رجولة الأديب العفِّ اللسان، الواثق من نفسه، المؤمن بما يعمل.[30] ولو انصرفَ الشايب إلى العمل الأدبي ولم تتقاذفه التياراتُ التي تفرض قيودَ الوظيفة وعنَتَ السياسات المتقلِّبة، لأعطى الفكر العربي الكثيرَ من النفَحات، والكثيرَ من الدراسات التي تتَّسم بروحٍ منطلقة، وفكر مبدع خلَّاق».[23]
- بيَّن الكاتب عيسى فتوح مكانته الأدبية فيما قال: «كان فؤاد الشايب بحقٍّ أحدَ روَّاد القصَّة السورية القصيرة الذين أرسَوا قواعدها منذ ثلاثينات القرن العشرين، وقد وضعه شاكر مصطفى في كتابه "القصة في سورية" بين كتَّاب القصَّة الواقعيين؛ لأن صوره وأحداثه وثيقة الصِّلة بالواقع الحيِّ، وبردود الفعل الإنسانية المحتملة. وقال عبد السلام العجيلي إنه تعلَّم منه الفنَّ القصصي. وفي قصصه لمَحاتٌ تذكِّر ببعض الكتَّاب الغربيين الذين تأثَّر بهم، فهو يُجيد وصف المشاهد ورسم اللوحات بلغة رشيقة وعبارات بليغة، وأجودُ وصفه ما كان يدور حول الأزَمات النفسية والتحليل العاطفي».[2]

## أسرته
فؤاد الشايب متزوِّج ولديه ثلاثة أولاد.

## اغتياله ووفاته
قبل يومين من رحيله ألقى خطابًا عنيفَ اللهجة في مكتب جامعة الدول العربية في العاصمة الأرجنتينية بوينس آيرس، هاجم فيه الحركة الصِّهْيَونية وتاريخها الطويل في الإرهاب والقتل وتهجير أصحاب الأرض من أرضهم ووطنهم. وعقب الخطاب تظاهر مؤيدو الصهيونية هناك، وهجَموا على بيته وأشعلوا النار فيه، وأحرقوا أوراقه ومقتنياته المهمَّة، ومنها مخطوطاتُ كتبه ومذكِّراته. وفي اليوم التالي أصيب بذبحة صدرية حادَّة، لم تمهله سوى لحظات، رحل في إثرها إلى جوار ربِّه، يوم السبت 8 جُمادى الأولى 1390هـ الموافق 11 يوليو (تمُّوز) 1970م، عن عمر ناهز إحدى وستين سنة هجرية. ونُقل جثمانه إلى دمشق، ودُفن في بلدته معلولا.

#### رواية أخرى
أورد عيسى فتوح في "الموسوعة العربية" 11/ 545، وتابعه موقع الموسوعة الدمشقية خبر اغتياله، برواية أخرى جاء فيها: تعرَّض فؤاد الشايب بسبب أحد خطاباته المناوئة للصهاينة، والمناصرة للشعب الفلسطيني وحقوقهم التاريخية في فلسطين، إلى إلقاء أحد المتطرِّفين الصَّهاينة قنبلةً حارقة على مكتب جامعة الدول العربية في بوينس آيرس حيث يعمل، يوم 28 فبراير (شُباط) 1970. وأثَّرت هذه الحادثة في صحَّته، إلى أن توفي بعد قرابة 4 أشهر.

#### نعيه
نعَتْه جامعة الدول العربية، ووِزارة الثقافة والسياحة والإرشاد القومي، ووِزارة الإعلام، واتحاد الكتَّاب العرب، ونقابة الصحف، في الجمهورية العربية السورية.

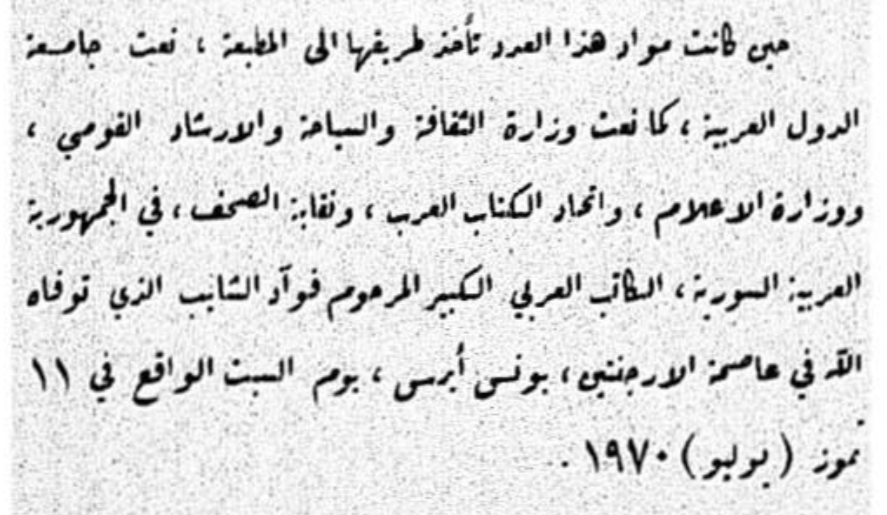
نعي الشايب في مجلة المعرفة

## الملاحظات
1. ↑  في الموسوعة الدمشقية (الإلكترونية): ولادته في البرازيل، خلافًا لجمهرة المصادر والمراجع!
2. ↑  في "معجم المؤلفين السوريين" لعبد القادر عيَّاش، و"المؤلفون العرب المسيحيون": تاريخ ولادته عام 1910، خلافًا لجمهرة المصادر والمراجع!
3. ↑  في الموسوعة الدمشقية (الإلكترونية): كانت عودة الشايب إلى دمشق من العراق بعد جلاء الفرنسيين عام 1946، خلافًا لجمهرة المصادر والمراجع!
4. ↑  في التاريخ السوري المعاصر، وفي الموسوعة الرَّقْمية العربية (تاجيبيديا): عُيِّن عام 1963 مديرًا عامًّا للإذاعة والتلفزيون بدمشق، خلافًا لجمهرة المصادر والمراجع!
5. ↑  في "المؤلفون العرب المسيحيون" 5/ 335: تولَّى رئاسة المجلة عام 1972! وهو تصحيف ظاهر؛ إذ توفي الشايب عام 1970. وأجمعت المصادر على أن تأسيس المجلة كان عام 1962.
6. ↑  في "الأعلام" للزِّرِكْلي: العنوان "تاريخ جُرح قديم"، وتابعته بعض المراجع! وهو خطأ مخالف لجمهرة المصادر والمراجع، ولأغلفة الكتاب في طبَعاته المختلفة.
7. ↑  في موقع التاريخ السوري المعاصر: دُفن بدمشق. وفي "الموسوعة العربية" 11/ 545: دُفن في مقبرة الروم الأرثوذكس بدمشق. وفي "المؤلفون العرب المسيحيون" 5/ 335: دُفن في يَبْرُود. خلافًا لجمهرة المصادر والمراجع!
8. ↑  في موقع الموسوعة الدمشقية: توفي بتاريخ يوم الخميس 7 ربيع الآخر 1390هـ الموافق 11 يونيو (حَزِيران) 1970م، وهو مخالف لجمهرة المصادر والمراجع، وللتصريح بنعيه المنشور في مجلة المعرفة الدمشقية.

### فهرس الإحالات
الكتب والدوريات
1. 1 2 3  الكيالي (1968)، ص. 387.
2. 1 2 3 4 5  فتوح (2016)، ج. 11، ص. 545.
3. ↑  عياش (1985)، ص. 268.
4. ↑  البواب (1999)، ج. 3، ص. 12.
5. 1 2 3  فارس (1957)، ص. 329.
6. ↑  الملوحي (2002)، ص. 112.
7. ↑  الملوحي (2002)، ص. 65.
8. ↑  الملوحي (2002)، ص. 117-118.
9. ↑  الملوحي (2002)، ص. 127.
10. ↑  الملوحي (2002)، ص. 416.
11. 1 2 3  العطري (1996)، ص. 362.
12. 1 2 3  الكيالي (1968)، ص. 388.
13. ↑  العطري (1996)، ص. 361.
14. 1 2 3 4 5  عياش (1985)، ص. 269.
15. ↑  الجبوري (2003)، ج. 4، ص. 454.
16. ↑  الكيالي (1968)، ص. 391.
17. 1 2  العطري (1996)، ص. 364.
18. ↑  الشايب (1944)، ص. 1.
19. ↑  العطري (1996)، ص. 366.
20. ↑  الشايب (1978)، ص. 1.
21. ↑  الشايب (1966)، ص. 268- 303.
22. ↑  الجبوري (2003)، ج. 4، ص. 453.
23. 1 2  الكيالي (1968)، ص. 392.
24. 1 2  الزركلي (2002)، ج. 5، ص. 158.
25. ↑  البواب (1999)، ج. 3، ص. 13.
26. ↑  حشيمه (2013)، ج. 5، ص. 335.
27. ↑  الفرفور (1987)، ص. 222.
28. 1 2  الشايب (1949)، ص. 313- 314.
29. ↑  العطري (1996)، ص. 360.
30. ↑  الكيالي (1968)، ص. 389.
31. ↑  اللجمي (1970)، ص. 3.

مواقع الشَّابِكَة
1. 1 2  أعلام وشخصيات (16 فبراير 2020). "فؤاد الشايب". التاريخ السوري المعاصر. مؤرشف من الأصل في 2024-10-05. اطلع عليه بتاريخ 2025-03-21.
2. 1 2 3 4  "الكاتب: فؤاد الشايب / 1911-1970". القصة السورية. 2024-08014. مؤرشف من الأصل في 2025-05-26. اطلع عليه بتاريخ 2025-03-14. {{استشهاد ويب}}: تحقق من التاريخ في: |تاريخ= (مساعدة)
3. 1 2 3 4 5  "فؤاد الشايب". الموسوعة الدمشقية. أدباء وكتَّاب. مؤرشف من الأصل في 2025-05-13. اطلع عليه بتاريخ 2025-03-14.
4. ↑  "قرار نقل فؤاد الشايب إلى وزارة الثقافة في الإقليم السوري عام 1959". التاريخ السوري المعاصر. وثائق سوريا. 16 فبراير 2020. مؤرشف من الأصل في 2024-09-11. اطلع عليه بتاريخ 2025-03-21.
5. ↑  "فؤاد الشايب". الموسوعة الرقمية العربية (تاجيبيديا). أعلام. اطلع عليه بتاريخ 2025-03-24.
6. ↑  فؤاد الشايب (20 أكتوبر 2023). ناشر التغريدة: المهندس سرمد حاتم شكر السامرائي (المحرر). "أدب الوحدة". إكس (X). مؤرشف من الأصل في 2025-03-21. اطلع عليه بتاريخ 2025-03-21.
7. ↑  "مقالات فؤاد الشايب". أرشيف الشارخ للمجلات الأدبية والثقافية العربية. مؤرشف من الأصل في 2024-03-22. اطلع عليه بتاريخ 2025-03-20.

### بيانات المراجع
الكتب
- فؤاد الشايب (1944)، تاريخ جرح، بيروت: دار المكشوف، OCLC:236005292، QID:Q133462446
- جورج فارس (1957)، من هم في العالم العربي (سورية) (ط. 1)، دمشق: مكتب الدراسات السورية والعربية، QID:Q132348508
- سامي الكيالي (1968)، الأدب العربي المعاصر في سورية 1850- 1950، مكتبة الدراسات الأدبية (15) (ط. 2)، القاهرة: دار المعارف، OCLC:908606821، QID:Q133439966
- فؤاد الشايب (1978)، تاريخ جرح: مجموعة قصصية (PDF)، دمشق: اتحاد الكتاب العرب، OCLC:122779771، QID:Q133463486
- عبد القادر عياش (1985)، معجم المؤلفين السوريين في القرن العشرين (ط. 1)، دمشق: دار الفكر، OCLC:949513457، QID:Q113579523
- محمد عبد اللطيف صالح الفرفور (1987)، أعلام دمشق في القرن الرابع عشر الهجري (ط. 1)، دمشق: دار الملاح، دار حسان، QID:Q115007778
- عبد الغني العطري (1996)، عبقريات وأعلام (ط. 1)، دمشق: دار البشائر، OCLC:37012290، QID:Q121790558
- سليمان سليم البواب (1999)، موسوعة أعلام سورية في القرن العشرين (ط. 1)، بيروت: المنارة، OCLC:44568122، QID:Q123117017
- خير الدين الزركلي (2002)، الأعلام: قاموس تراجم لأشهر الرجال والنساء من العرب والمستعربين والمستشرقين (ط. 15)، بيروت: دار العلم للملايين، OCLC:1127653771، QID:Q113504685
- مهيار عدنان الملوحي (2002)، معجم الجرائد السورية 1865-1965 (ط. 1)، دمشق: الأولى للنشر والتوزيع، LCCN:2002458369، OCLC:607724856، QID:Q109590360
- كامل سلمان الجبوري (2003). معجم الأدباء من العصر الجاهلي حتى سنة 2002م. بيروت: دار الكتب العلمية. ISBN:978-2-7451-3694-7. LCCN:2003489875. OCLC:54614801. OL:21012293M. QID:Q111309344.
- كميل حشيمه اليسوعي (2013)، المؤلفون العرب المسيحيون من قبل الاسلام الى آخر القرن العشرين: معجم الأعلام والآثار والمراجع (ط. 1)، بيروت: دار المشرق، OCLC:1439091317، QID:Q133514636

المقالات
- فؤاد الشايب (1369هـ/  1949م). "أديب عربي نصراني يدحض الافتراءات على الإسلام". التمدن الإسلامي. دمشق. ج. 16 ع. 13 و 14: 313–314. مؤرشف من الأصل في 2025-03-22. اطلع عليه بتاريخ 2025-03-21. {{استشهاد بدورية محكمة}}: تحقق من التاريخ في: |تاريخ= (مساعدة)
- فؤاد الشايب (يناير 1966). "كيف نجابه إسرائيل - محاضرة". المعرفة. دمشق ع. 49: 268–303. مؤرشف من الأصل في 2024-11-07. اطلع عليه بتاريخ 2025-03-21.
- أديب اللجمي (أغسطس 1970). "فؤاد الشايب". المعرفة ع. 102: 3. مؤرشف من الأصل في 2024-03-21. اطلع عليه بتاريخ 2025-03-20.
- عيسى فتوح (2016). "الشايب (فؤاد ـ) (1911 ـ 1970)" (ط. 1). دمشق: هيئة الموسوعة العربية في سورية. ج. 11: 545. مؤرشف من الأصل في 2024-12-09. {{استشهاد بدورية محكمة}}: الاستشهاد بدورية محكمة يطلب |دورية محكمة= (مساعدة)

## وصلات خارجية
- أرشيف الشارخ للمجلات الأدبية والثقافية العربية، مقالات فؤاد الشايب، 203 مقالات.